# Katedra św. Piotra w Visakhapatnam
Katedra św. Piotra w Visakhapatnam jest rzymskokatolicką katedrą w indyjskim mieście Visakhapatnam oraz siedzibą arcybiskupa Visakhapatnam i główną świątynią archidiecezji Wisakhapatnam. Katedra znajduje się przy ulicy Holy Cross Street (Świętego Krzyża), w dzielnicy Maharanipeta.
Nie jest to zabytkowa świątynia, została wybudowana w nowoczesnym stylu w latach siedemdziesiątych XX wieku.